# Juan V de Werle
Juan V de Werle[-Güstrow] (n. entre 1338 y 1340; m. antes del 9 de septiembre de 1378) fue co-regente de Werle-Güstrow desde 1365 hasta su muerte.
Era el hijo más joven de Nicolás III Werle-Güstrow y su esposa Inés.
Después de la muerte del padre en 1360 o 1361, su hermano Lorenzo gobernó en solitario, probablemente debido a que Juan era demasiado joven para gobernar. El 21 de septiembre de 1365, Lorenzo y Juan firmaron juntos una escritura, sugiriendo que en esa época, gobernaron conjuntamente.
Se casó con Eufemia, hija de Enrique III de Mecklemburgo, pero no tuvo hijos y murió joven, antes del 9 de septiembre de 1378.